# Copa Sevilla 2022
La Copa Sevilla 2022 è stata un torneo maschile tennis professionistico. È stata la 31ª edizione del torneo, facente parte della categoria Challenger 90 nell'ambito dell'ATP Challenger Tour 2022, con un montepremi di 67 960 €. Si è svolto dal 5 all'11 settembre 2022 sui campi in terra gialla del Real Club de Tenis Betis di Siviglia, in Spagna.

## Partecipanti

### Teste di serie
| Nazionalità | Giocatore               | Ranking* | Testa di serie |
| ----------- | ----------------------- | -------- | -------------- |
| Spagna      | Pedro Martínez          | 54       | 1              |
| Spagna      | Bernabé Zapata Miralles | 79       | 2              |
| Spagna      | Roberto Carballés Baena | 80       | 3              |
| Spagna      | Carlos Taberner         | 116      | 4              |
| Italia      | Franco Agamenone        | 125      | 5              |
| Argentina   | Federico Delbonis       | 134      | 6              |
| Francia     | Alexandre Müller        | 143      | 7              |
| Argentina   | Marco Trungelliti       | 179      | 8              |

* Ranking al 29 agosto 2022.

### Altri partecipanti
I seguenti giocatori hanno ricevuto una wild card per il tabellone principale:
- Jerzy Janowicz
- Javier Barranco Cosano
- Carlos López Montagud

Il seguente giocatore è entrato in tabellone come special exempt:
- Kimmer Coppejans

I seguenti giocatori sono entrati in tabellone come alternate:
- Frederico Ferreira Silva
- Lorenzo Giustino
- Timofej Skatov

I seguenti giocatori sono passati dalle qualificazioni:
- Giovanni Fonio
- Filip Cristian Jianu
- Nicolas Moreno de Alboran
- Bogdan Bobrov
- Daniel Mérida
- Viktor Durasovic

## Campioni

### Singolare
Roberto Carballés Baena ha sconfitto in finale  Bernabé Zapata Miralles con il punteggio di 6–3, 7–6(6).

### Doppio
Román Andrés Burruchaga  /  Facundo Díaz Acosta hanno sconfitto in finale  Nicolás Álvarez Varona /  Alberto Barroso Campos con il punteggio di 7–5, 6(8)–7, [10–7].